# Жауру (микрорегион)

Жауру на карте.

Жауру (порт. Microrregião de Jauru) — микрорегион в Бразилии, входит в штат Мату-Гросу. Составная часть мезорегиона Юго-запад штата Мату-Гроссу. Население составляет 99 617 человек на 2006 год. Занимает площадь 16 847,975 км². Плотность населения — 5,9 чел./км².

## Статистика
- Валовой внутренний продукт на 2003 год составляет 635 536 666,00 реалов (данные: Бразильский институт географии и статистики).
- Валовой внутренний продукт на душу населения на 2003 год составляет 6227,46 реалов (данные: Бразильский институт географии и статистики).
- Индекс развития человеческого потенциала на 2000 год составляет 0,721 (данные: Программа развития ООН).

## Состав микрорегиона
В составе микрорегиона включены следующие муниципалитеты:
1. Арапутанга
2. Фигейрополис-д’Уэсти
3. Глория-д’Уэсти
4. Индиаваи
5. Жауру
6. Ламбари-д’Уэсти
7. Мирасол-д’Уэсти
8. Порту-Эсперидиан
9. Резерва-ду-Кабасал
10. Риу-Бранку
11. Салту-ду-Сеу
12. Сан-Жозе-дус-Куатру-Маркус